# Plotnikovia
Plotnikovia ist eine Gattung der digenen Saugwürmer, die die Gallenblase von Vögeln befallen. Sie ist die einzige Gattung in der Unterfamilie Plotnikoviinae.

## Merkmale
Der Köper ist länglich mit parallelen Außenkanten und stumpfem Ende. Die beiden Saugnäpfe sind stark reduziert, der Mundsaugnapf liegt terminal. Die weitlumigen Blinddärme erreichen das Hinterende. Das Samenbläschen ist zweigeteilt und liegt vor dem Bauchsaugnapf, auch die Geschlechtsöffnung liegt deutlich vor ihm. Ein Laurer-Kanal fehlt wahrscheinlich.

## Systematik
Die Gattung enthält zwei Arten:
- Plotnikovia fodiens (Linton, 1928) Yamaguti, 1958
- Plotnikovia podilymbae (Olsen, 1938) Skrjabin, 1945

Filimonova (2000) integrierte auch die Unterfamilien Diasiellinae und Pseudamphimerinae in die Plotnikoviinae. Da es aber deutliche morphologische Unterschiede gibt, hat sich diese Auffassung bislang nicht durchgesetzt.